# Фудбалска репрезентација Чехословачке
Фудбалска репрезентација Чехословачке је фудбалски тим који је представљао Чехословачку од 1922. до 1993. и био је под контролом Фудбалског савеза Чехословачке. У време распада Чехословачке на крају 1992. године, тим се такмичио у УЕФА квалификационој групи 4 за Светско првенство 1994; те квалификације је завршио под именом репрезентација Чеха и Словака. Након распада Чехословачке од некадашњег заједничког тима су настале две репрезентације, Чешка и Словачка. ФИФА и УЕФА третирају репрезентацију Чешке као наследницу репрезентације Чехословачке.
Највећи успеси Чехословачке су друго место на Светском првенству (1934. и 1962) и прво место на Европском првенству 1976.

## Резултати репрезентације

### Светско првенство у фудбалу
| Година | Коло                  | Пласман               | ИГ                    | П                     | Н                     | L                     | ГД                    | ГП                    |
| ------ | --------------------- | --------------------- | --------------------- | --------------------- | --------------------- | --------------------- | --------------------- | --------------------- |
| 1930.  | Није учествовала      | Није учествовала      | Није учествовала      | Није учествовала      | Није учествовала      | Није учествовала      | Није учествовала      | Није учествовала      |
| 1934.  | 2. место              | 2                     | 4                     | 3                     | 0                     | 1                     | 9                     | 6                     |
| 1938.  | Четвртфинале          | 5                     | 3                     | 1                     | 1                     | 1                     | 5                     | 3                     |
| 1950.  | Није се квалификовала | Није се квалификовала | Није се квалификовала | Није се квалификовала | Није се квалификовала | Није се квалификовала | Није се квалификовала | Није се квалификовала |
| 1954.  | 1. коло               | 14                    | 2                     | 0                     | 0                     | 2                     | 0                     | 7                     |
| 1958.  | 1. коло               | 9                     | 4                     | 1                     | 1                     | 2                     | 9                     | 6                     |
| 1962.  | 2. место              | 2                     | 6                     | 3                     | 1                     | 2                     | 7                     | 7                     |
| 1966.  | Није се квалификовала | Није се квалификовала | Није се квалификовала | Није се квалификовала | Није се квалификовала | Није се квалификовала | Није се квалификовала | Није се квалификовала |
| 1970.  | 1. коло               | 15                    | 3                     | 0                     | 0                     | 3                     | 2                     | 7                     |
| 1974.  | Није се квалификовала | Није се квалификовала | Није се квалификовала | Није се квалификовала | Није се квалификовала | Није се квалификовала | Није се квалификовала | Није се квалификовала |
| 1978.  | Није се квалификовала | Није се квалификовала | Није се квалификовала | Није се квалификовала | Није се квалификовала | Није се квалификовала | Није се квалификовала | Није се квалификовала |
| 1982.  | 1. коло               | 19                    | 3                     | 0                     | 2                     | 1                     | 2                     | 4                     |
| 1986.  | Није се квалификовала | Није се квалификовала | Није се квалификовала | Није се квалификовала | Није се квалификовала | Није се квалификовала | Није се квалификовала | Није се квалификовала |
| 1990.  | Четвртфинале          | 6                     | 5                     | 3                     | 0                     | 2                     | 10                    | 5                     |
| 1994.  | Није се квалификовала | Није се квалификовала | Није се квалификовала | Није се квалификовала | Није се квалификовала | Није се квалификовала | Није се квалификовала | Није се квалификовала |
| Укупно | 8/19                  | 2 финала              | 30                    | 11                    | 5                     | 14                    | 44                    | 45                    |

### Европско првенство у фудбалу
| Година | Коло                  | ИГ                    | П                     | Н*                    | И                     | ГД                    | ГП                    |                       |
| ------ | --------------------- | --------------------- | --------------------- | --------------------- | --------------------- | --------------------- | --------------------- | --------------------- |
| 1960.  | 3. место              | 2                     | 1                     | 0                     | 1                     | 2                     | 3                     |                       |
| 1964.  | Није се квалификовала | Није се квалификовала | Није се квалификовала | Није се квалификовала | Није се квалификовала | Није се квалификовала | Није се квалификовала | Није се квалификовала |
| 1968.  | Није се квалификовала | Није се квалификовала | Није се квалификовала | Није се квалификовала | Није се квалификовала | Није се квалификовала | Није се квалификовала | Није се квалификовала |
| 1972.  | Није се квалификовала | Није се квалификовала | Није се квалификовала | Није се квалификовала | Није се квалификовала | Није се квалификовала | Није се квалификовала | Није се квалификовала |
| 1976.  | Првак                 | 2                     | 1                     | 1                     | 0                     | 5                     | 3                     |                       |
| 1980.  | 3. место              | 4                     | 1                     | 2                     | 1                     | 5                     | 4                     |                       |
| 1984.  | Није се квалификовала | Није се квалификовала | Није се квалификовала | Није се квалификовала | Није се квалификовала | Није се квалификовала | Није се квалификовала | Није се квалификовала |
| 1988.  | Није се квалификовала | Није се квалификовала | Није се квалификовала | Није се квалификовала | Није се квалификовала | Није се квалификовала | Није се квалификовала | Није се квалификовала |
| 1992.  | Није се квалификовала | Није се квалификовала | Није се квалификовала | Није се квалификовала | Није се квалификовала | Није се квалификовала | Није се квалификовала | Није се квалификовала |
| Укупно | 1 титула              | 8                     | 3                     | 3                     | 2                     | 12                    | 10                    |                       |

## Статистика играча

### Највише наступа
| #   | Фудбалер           | Бр. наступа | Бр. голова | Први наступ         | Дебитовао против: | Задњи наступ       | Последњи меч против: |
| --- | ------------------ | ----------- | ---------- | ------------------- | ----------------- | ------------------ | -------------------- |
| 1.  | Здењек Нехода      | 90          | 31         | 25. септембар 1971. | Источна Немачка   | 27. децембар 1987. | Пољска               |
| 2.  | Маријан Масни      | 75          | 18         | 25. септембар 1974. | Источна Немачка   | 24. јуни 1982.     | Француска            |
| 2.  | Ладислав Новак     | 75          | 1          | 14. септембар 1952. | Пољска            | 18. мај 1966.      | Совјетски Савез      |
| 4.  | Франтишек Планичка | 73          | 0          | 17. јануар 1926.    | Италија           | 12. јуни 1938.     | Бразил               |
| 5.  | Карол Добијаш      | 67          | 6          | 3. мај 1967.        | Швајцарска        | 26. март 1980.     | Швајцарска           |
| 6.  | Јозеф Масопуст     | 63          | 10         | 24. октобар 1954.   | Мађарска          | 18. мај 1966.      | Совјетски Савез      |
| 6.  | Иво Виктор         | 63          | 0          | 12. јуни 1966.      | Бразил            | 9. новембар 1977.  | Мађарска             |
| 8.  | Јан Поплухар       | 62          | 1          | 11. јуни 1958.      | Западна Немачка   | 22. новембар 1967. | Ирска                |
| 9.  | Антонин Пуч        | 60          | 34         | 28. јуни 1926.      | Југославија       | 12. новембар 1939. | Немачка              |
| 10. | Антоњин Паненка    | 59          | 17         | 26. септембар 1973. | Шкотска           | 24. јуни 1982.     | Француска            |

### Најбољи стријелци
| #  | Фудбалер          | Бр. наступа | Бр. голова | Први наступ         | Дебитовао против: | Задњи наступ       | Последњи меч против: |
| -- | ----------------- | ----------- | ---------- | ------------------- | ----------------- | ------------------ | -------------------- |
| 1. | Антонин Пуч       | 34          | 60         | 28. јуни 1926.      | Југославија       | 12. новембар 1939. | Немачка              |
| 2. | Здењек Нехода     | 31          | 90         | 25. септембар 1971. | Источна Немачка   | 27. децембар 1987. | Пољска               |
| 3. | Олдрих Неједли    | 29          | 44         | 14. јуни 1931.      | Пољска            | 27. август 1939.   | Југославија          |
| 4. | Јозеф Силни       | 28          | 50         | 28. октобар 1925.   | Југославија       | 27. мај 1934.      | Румунија             |
| 5. | Адолф Ширер       | 22          | 36         | 20. септембар 1958. | Швајцарска        | 11. октобар 1964.  | Мађарска             |
| 5. | Франтишек Свобода | 22          | 43         | 6. јуни 1926.       | Мађарска          | 15. мај 1937.      | Шкотска              |
| 7. | Маријан Масни     | 18          | 75         | 25. септембар 1974. | Источна Немачка   | 24. јуни 1982.     | Француска            |
| 8. | Антоњин Паненка   | 17          | 59         | 26. септембар 1973. | Шкотска           | 24. јуни 1982.     | Француска            |
| 9. | Јозеф Адамек      | 14          | 44         | 30. октобар 1960.   | Холандија         | 13. октобар 1974.  | Шведска              |
| 9. | Томаш Скухрави    | 14          | 43         | 4. септембар 1985.  | Пољска            | 17. новембар 1993. | Белгија              |

- Здењек Нехода
- Олдрих Неједли
- Карол Добијаш
- Јозеф Масопуст
- Антоњин Паненка

| Финале 1934 | 1950-1967 (гостујући) | Финале 1962 | 1970 | 1976 | 1980-1989 | 1990 (домаћи) | 1990 (гостујући) | 1992–93 (гостујући) |